# 마푸 양가음비와
마푸 양가음비와(Mapou Yanga-Mbiwa, 1989년 5월 15일 ~ )는 중앙아프리카 공화국 태생의 프랑스 축구 선수이다. 포지션은 수비수이다.

## 수상 경력
몽펠리에 HSC
- 리그 1: 2011-12